# Oeceoclades perrieri
Oeceoclades perrieri är en orkidéart som först beskrevs av Rudolf Schlechter, och fick sitt nu gällande namn av Leslie Andrew Garay och Peter Geoffrey Taylor. Oeceoclades perrieri ingår i släktet Oeceoclades och familjen orkidéer. Inga underarter finns listade i Catalogue of Life.